# Johnny Ekström
Johnny Ekström (* 5. März 1965 in Göteborg) ist ein ehemaliger schwedischer Fußballspieler.

## Karriere

### Vereine
Aus der Jugend des IFK Göteborg hervorgegangen, rückte Johnny Ekström 1984 in deren Profimannschaft auf. Dort gelang ihm sein Durchbruch; als schneller Stürmer machte er international auf sich aufmerksam, als sein Verein 1986 bis ins Halbfinale des Europapokals der Landesmeister (Vorläufer der Champions-League) vorstieß und dort erst im Elfmeterschießen gegen den FC Barcelona ausschied.
Zur Saison 1986/87 folgte dann der erste Transfer ins Ausland – zum italienischen Erstligisten FC Empoli (Neuling in der Serie A). Nach zwei Spielzeiten folgte der Wechsel in die Bundesliga zum FC Bayern München. Am 23. Juli 1988 (1. Spieltag) gab er beim 3:0-Sieg im Heimspiel gegen Eintracht Frankfurt sein Debüt und krönte dieses mit seinem ersten Tor, dem 2:0 in der 81. Minute. Mit 23 Ligaspielen und sieben erzielten Toren trug er zur Meisterschaft 1989 bei; darüber hinaus traf er zweimal (am 5. Oktober 1988 bei Legia Warschau – Endstand 7:3 für den FC Bayern München) in acht UEFA-Pokal-Spielen.
Nach nur einer Saison in Deutschland folgten Spielzeiten in Frankreich, Schweden, Italien und Spanien, bevor er wieder nach Deutschland zurückkehrte.
Ab 1. Juli 1994 stand Johnny Ekström bei Dynamo Dresden unter Vertrag. Auch hier gelang ihm sein erstes Tor bereits am ersten Spieltag am 20. August 1994, beim 1:1-Unentschieden im Heimspiel gegen Werder Bremen mit dem Führungstreffer in der 3. Minute. In den nachfolgenden 29 Bundesligaspielen traf er noch sechsmal, bevor er den Verein verließ.
Eintracht Frankfurt war ab 1. Juli 1995 Ekströms dritter Bundesligaverein in Deutschland. In der ersten Saison reichten seine zwei Tore in 16 Spielen nicht aus, um die Klasse zu halten. In der Folgesaison absolvierte Ekström 18 Zweitligaspiele, in denen er fünf Tore schoss, und beendete am 11. Juni 1997 (34. Spieltag), beim 2:1-Sieg im Auswärtsspiel gegen den VfB Oldenburg, nach 64 Minuten sein fußballerisches Wirken in Deutschland.
Er kehrte zu dem Verein zurück, bei dem er seine Laufbahn begonnen hatte: Zum IFK Göteborg. Nach einer Spielzeit für diesen und drei Toren in der Allsvenskan beendete er seine Fußballerkarriere.

### Nationalmannschaft
Am 1. Mai 1986 debütierte er in Malmö in der A-Nationalmannschaft beim torlosen Unentschieden gegen die Auswahl Griechenlands.
Danach trug er das Nationaltrikot noch 46 Mal und gehörte bei der Weltmeisterschaft 1990 in Italien sowie bei der Europameisterschaft 1992 im eigenen Land dem jeweiligen Kader an.

## Erfolge
- Deutscher Meister 1989
- Schwedischer Pokalsieger 1992

## Auszeichnungen
- Torschützenkönig in Schweden 1986